# Johannes Jacobsen
Christian Johannes Jacobsen (* 1. Mai 1854 in Hadersleben; † 19. Februar 1919 in Eckardtsheim bei Bielefeld) war ein deutscher evangelischer Pastor und Grenzlandaktivist.

## Leben
Nach dem Abitur studierte Jacobsen in Bonn, Berlin und Kiel Theologie. 1880 initiierte Jacobsen in Kiel ein studentisches Komitee zur Verbreitung der Antisemitenpetition. Unter seiner Leitung wurde 1881 der Verein Deutscher Studenten Kiel gegründet. Im gleichen Jahr beendete Jacobsen sein Studium und wurde 1884 Gemeindepfarrer in Scherrebek (Nordschleswig).

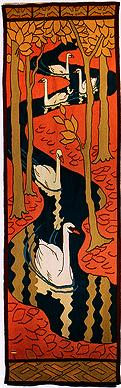
Otto Eckmann: 5 Schwäne, Bildteppich aus Scherrebek

Über seine seelsorgerische Tätigkeit hinaus agierte Jacobsen in den 1890er Jahren zunehmend als Förderer des Deutschtums in Nordschleswig. 1890 war er Mitbegründer des „Deutschen Vereins für das nördliche Schleswig“. In der Folgezeit bemühte er sich um die Dorfentwicklung in den umliegenden Gemeinden. 1896 gründete er zusammen mit Friedrich Deneken die Scherrebeker Webschule, die für ihre Jugendstil-Bildteppiche bekannt wurde. Die Schule verfolgte ein klar nationales Programm. Neben handwerklichen Fähigkeiten wurde den dänischen Weberinnen vor allem die deutsche Sprache beigebracht. 
Jacobsens kühnstes Projekt war jedoch die Gründung des „Deutschen Seebads Lakolk“ auf der Insel Röm, mit dem er den deutschen Tourismus in der Region und die weitere Ansiedlung deutschsprachiger Einwohner fördern wollte. Das Seebad wurde 1898 eröffnet, konnte sich aber nur wenige Jahre halten und meldete schließlich Konkurs an. Jacobsen geriet zunehmend in die Kritik aufgrund fragwürdigen finanziellen Machenschaften. Auch die Webschule ging 1903 in Konkurs.
1904 nahm Jacobsen eine Stelle als Gemeindepfarrer in Arco (Südtirol) an, wo er sich wiederum mit Volkstumsfragen beschäftigte. 1914 war er Pfarrer in Aschersleben. 
Im Sommer 2009 wurde in Scherrebek ein Freilichttheaterstück unter dem Titel „For Guld og Kejser“ aufgeführt, dass sich kritisch mit dem Leben und Wirken Jacobsens befasste.